# Grammy Lifetime Achievement Award
The Grammy Lifetime Achievement Award (с англ. — «Премия Грэмми за музыкальные достижения всей жизни») — награда, присуждаемая накануне основной церемонии вручения Грэмми за особый вклад в музыку «исполнителям, внесшим большой вклад в индустрию звукозаписи».

## Обладатели премии
| Год  | Лауреат |
| ---- | --- |
| 1963 | Бинг Кросби |
| 1965 | Фрэнк Синатра |
| 1966 | Дюк Эллингтон |
| 1967 | Элла Фицджеральд |
| 1968 | Ирвинг Берлин |
| 1971 | Элвис Пресли |
| 1972 | Луи Армстронг, Махалия Джексон |
| 1981 | Фред Астер |
| 1984 | Чак Берри, Чарльз Паркер |
| 1985 | Леонард Бернстайн |
| 1986 | Бенни Гудмен, The Rolling Stones, Андрес Сеговия |
| 1987 | Рой Экафф, Бенни Картер, Энрико Карузо, Рэй Чарльз, Фэтс Домино, Вуди Герман, Билли Холидей, Би Би Кинг, Айзек Стерн, Игорь Стравинский, Артуро Тосканини, Хэнк Уильямс |
| 1989 | Фред Астер, Пау Казальс, Диззи Гиллеспи, Яша Хейфец, Лина Хорн, Леонтина Прайс, Бесси Смит, Арт Тэйтум, Сара Воэн                                                       |
| 1990 | Нат Кинг Коул, Майлз Дэвис, Владимир Горовиц, Пол Маккартни |
| 1991 | Мариан Андерсон, Боб Дилан, Джон Леннон, Китти Уэллс |
| 1992 | Джеймс Браун, Джон Колтрейн, Джими Хендрикс, Мадди Уотерс |
| 1993 | Чет Аткинс, Литл Ричард, Телониус Монк, Билл Монро, Пит Сигер, Фэтс Уоллер                                                                                              |
| 1994 | Билл Эванс, Арета Франклин, Артур Рубинштейн |
| 1995 | Клайн, Пэтси, Пегги Ли, Генри Манчини, Кёртис Мэйфилд, Барбра Стрейзанд                                                                                                 |
| 1996 | Дейв Брубек, Марвин Гэй, Георг Шолти, Стиви Уандер |
| 1997 | Бобби Блэнд, The Everly Brothers, Джуди Гарленд, Стефан Граппели, Бадди Холли, Чарльз Мингус, Оскар Питерсон, Фрэнк Заппа                                               |
| 1998 | Бо Диддли, The Mills Brothers, Рой Орбисон, Поль Робсон |
| 1999 | Джонни Кэш, Сэм Кук, Отис Реддинг, Смоуки Робинсон, Мел Торме |
| 2000 | Гарри Белафонте, Вуди Гатри, Джон Ли Хукер, Митч Миллер, Вилли Нельсон                                                                                                  |
| 2001 | The Beach Boys, Тони Беннетт, Сэмми Дэвис, Боб Марли, The Who |
| 2002 | Каунт Бэйси, Розмари Клуни, Перри Комо, Эл Грин, Джони Митчелл |
| 2003 | Этта Джеймс, Джонни Мэтис, Гленн Миллер, Тито Пуэнте, Simon and Garfunkel                                                                                               |
| 2004 | Вэн Клайберн, The Funk Brothers, Элла Дженкинс, Сонни Роллинз, Арти Шоу, Док Уотсон                                                                                     |
| 2005 | Эдди Арнольд, Арт Блеки, Carter Family, Мортон Гоулд, Дженис Джоплин, Led Zeppelin, Джерри Ли Льюис, Джелли Ролл Мортон, Пайнтоп Перкинс, The Staple Singers            |
| 2006 | Дэвид Боуи, Cream, Мерл Хаггард, Роберт Джонсон, Норман Джесси, Ричард Прайор, The Weavers                                                                              |
| 2007 | Джоан Баез, Booker T. & The MG's, Мария Каллас, Орнетт Коулман, The Doors, The Grateful Dead, Боб Уиллз                                                                 |
| 2008 | Бёрт Бакарак, The Band, Кэб Кэллоуэй, Дорис Дэй, Ицхак Перлман, Макс Роуч, Эрл Скраггс                                                                                  |
| 2009 | Джин Отри, The Blind Boys of Alabama, The Four Tops, Hank Jones, Бренда Ли, Дин Мартин, Том Пакстон                                                                     |
| 2010 | Майкл Джексон, Леонард Коэн, Бобби Дарин, Дэвид Эдвардс, Лоретта Линн, Андре Превин, Кларк Терри                                                                        |
| 2011 | Джули Эндрюс, Рой Хэйнс, Juilliard String Quartet, The Kingston Trio, Долли Партон, Ramones, George Beverly Shea                                                        |
| 2012 | The Allman Brothers Band, Глен Кэмпбелл, Антониу Карлос Жобин, Джордж Джонс, The Memphis Horns, Дайана Росс, Гил Скотт-Херон                                            |
| 2013 | Гленн Гульд, Чарли Хейден, Lightnin' Hopkins, Кэрол Кинг, Патти Пейдж, Рави Шанкар, The Temptations                                                                     |
| 2014 | The Beatles, Клифтон Шенье, Kraftwerk, Крис Кристофферсон, The Isley Brothers, Армандо Мансанеро, Maud Powell                                                           |
| 2015 | The Bee Gees, Пьер Булез, Бадди Гай, Джордж Харрисон, Flaco Jiménez, The Louvin Brothers, Уэйн Шортер                                                                   |
| 2016 | Рут Браун, Селия Крус, Earth, Wind & Fire, Херби Хэнкок, Jefferson Airplane, Линда Ронстадт, Run-D.M.C                                                                  |
| 2017 | Ширли Сизар, Ахмад Джамал, Чарли Прайд, Джимми Роджерс, Нина Симон, Слай Стоун, Velvet Underground                                                                      |
| 2018 | Хал Бэйн, Нил Даймонд, Эммилу Харрис, Луи Джордан, The Meters, Queen, Тина Тёрнер                                                                                       |
| 2019 | Black Sabbath, Джордж Клинтон и Parliament-Funkadelic, Билли Экстайн, Донни Хатауэй, Хулио Иглесиас, Sam & Dave, Дайон Уорвик                                           |
| 2020 | Игги Поп, Public Enemy, Сестра Розетта Тарп, Chicago, Роберта Флэк, Джон Прайн, Айзек Хейз                                                                              |
| 2021 | Grandmaster Flash and the Furious Five, Лайонел Хэмптон, Мэрилин Хорн, Salt-N-Pepa, Селена                                                                              |